# Pedro Henrique (futebolista)
Pedro Henrique Ribeiro Gonçalves, mais conhecido como Pedro Henrique (Lauro Müller, 2 de outubro de 1995), é um futebolista brasileiro que atua como zagueiro. Joga pelo Red Bull Bragantino.

## Carreira

### Início
Pedro Henrique Nasceu em Lauro Müller mais cresceu parte da infância em Imbituba onde que começou a jogar em times locais de lá. Em 2012 começou a jogar na base do Corinthians pela equipe sub-17. Em 2013 teve uma breve passagem pelo Flamengo-SP, onde disputou a Copa São Paulo de Futebol Júnior daquele ano. Pela base do Corinthians, Pedro conquistou o Campeonato Paulista Sub-20 de 2014 e 2015, o Campeonato Brasileiro Sub-20 de 2014 e a Copa São Paulo de Futebol Júnior de 2015.

### Corinthians
Pedro foi promovido ao elenco principal do Corinthians em janeiro de 2014, mas estreou apenas em 15 de janeiro de 2015 na derrota por 1 a 0 contra o Colônia, da Alemanha, em jogo válido pela Flórida Cup 2015.
Após passagem pelo Bragantino, retornou ao Corinthians ainda em 2015 e fez parte do elenco campeão do Campeonato Brasileiro daquele ano.
Sua estreia oficial pelo Corinthians ocorreu em 4 de junho de 2016, na vitória do Corinthians por 2 a 1 sobre o Coritiba na Arena Corinthians.
Em 2017 foi bastante utilizado na equipe titular devido a lesões dos titulares Balbuena e Pablo, e se destacou pelo bom aproveitamento. Marcou seu primeiro gol na vitória por 3 a 2 sobre o Mirassol, pelo Campeonato Paulista de 2017.
Em 2018 conquistou o seu segundo Campeonato Paulista com a camisa alvinegra.
Em julho do mesmo ano, Pedro Henrique passou a ter mais chances como titular depois da venda do titular absoluto, Fabián Balbuena, ao West Ham, da Inglaterra. Chegou a ser monitorado pelo Benfica, mas as negociações esfriaram.

### Bragantino
No dia 22 de abril de 2015, Pedro Henrique foi emprestado ao Bragantino para a disputa da Série B de 2015.

### Athletico Paranaense
Já no dia 27 de junho de 2019, sem espaço no Corinthians e com o clube na expectativa pelo retorno do zagueiro Gil, foi acertado o empréstimo de Pedro Henrique ao Athletico Paranaense até o final da temporada. O jogador chega para reforçar uma posição carente no elenco do Furacão, pois Thiago Heleno foi afastado por doping e Paulo André anunciou a aposentadoria.
Pedro Henrique foi o jogador que mais vezes atuou pelo Athletico na campanha do título da Copa Sul-Americana de 2021, ele foi o único atleta que participou de todos os jogos e de todos os minutos.
No dia 8 de outubro de 2022, Pedro completou 150 jogos pelo Furacão em uma derrota para o Corinthians por 2 a 1 na Neo Química Arena, em jogo válido pelo Brasileirão 2022.
Pedro Henrique foi expulso da final da Copa Libertadores da América de 2022 aos 42 minutos do primeiro tempo de jogo. Ele fez falta dura em Ayrton Lucas, do Flamengo, e recebeu o segundo amarelo. Ele já tinha recebido o primeiro cartão amarelo aos 28 minutos, por falta em cima de Gabigol. Com um a menos o Flamengo abriu o placar vencendo assim o torneio.
No dia 19 de abril de 2024, foi anunciado a saída do jogador do Athletico Paranaense, encerrando seu vínculo com o clube.

### Red Bull Bragantino
No mesmo dia, 19 de abril de 2024, o Massa Bruta anunciou a contratação do jogador, com contrato válido até 2026 e os valores da contratação não foram divulgados. Chega ao Red Bull Bragantino para substituir o zagueiro Léo Ortiz, que foi negociado com o Flamengo em março de 2024.

## Títulos
Corinthians
- Campeonato Brasileiro: 2015 e 2017
- Campeonato Paulista: 2017, 2018 e 2019

Athletico Paranaense
- Copa Suruga Bank: 2019
- Copa Sul-Americana: 2021[16]
- Campeonato Paranaense: 2023 e 2024